# Bose Yacu
Bose Yacu (Peru, década de 1950 - Alto Ivon, janeiro de 2013) foi uma Pacahuara, a última falante activa da língua nativa de sua tribo.
Ao falecer, Bose decretou o fim do idioma e da cultura dos Pacahuaras, uma tribo amazônica. Ainda restando, vivas, suas cinco irmãs, estas, casadas com índios da tribo Chacobos, não mantem a língua e os costumes pacahuara, tradição esta que Bose mantinha, como só falar sua língua nativa e conservar uma franja e um pequeno pedaço de pau em seu nariz, com uma pena vermelha de cada lado..
Bose faleceu em janeiro de 2013 em Alto Ivon, um remoto vilarejo no nordeste da Bolívia.